# Windows To Go

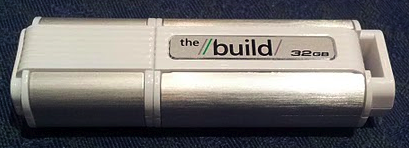
USB Windows To Go

Windows to go (Windows per emportar), fou una característica de Windows 8, Windows 8.1, i Windows 10 fins al 20 de maig del 2020 que s'elimina a la versió 2004, el que permet emmagatzemar tot el sistema operatiu, aplicacions i configuració en un llapis USB o un disc dur extern connectat amb USB.
Després del llançament de l'actualització de maig de 2019 per a Windows 10, Microsoft va anunciar que Windows To Go ja no s'estava desenvolupant, i que la funció no admetia les actualitzacions de funcions principals del sistema operatiu i, per tant, no habilitava la usuari per estar al dia. Els fabricants ja no produïen el tipus específic de suport USB que es necessitava per a aquesta funció per proporcionar una bona experiència d'usuari. Windows To Go s'ha eliminat a Windows 10 a partir de l'actualització de maig de 2020 (versió 2004).
Com a mesura de seguretat, Windows congela el sistema si la unitat USB s'expulsa, i torna a funcionar immediatament si es torna a inserir en els següents 60 segons. Si la unitat no s'insereix en aquests 60 segons, l'ordinador s'apaga per evitar que la informació confindecial es mostri a la pantalla o s'emmagatzemi a la memòria RAM. També és possible xifrar Windows To Go amb BitLocker. Windows To Go funciona tant amb USB 2.0 o USB 3.0 i amb BIOS o UEFI microprogramari.